# Bronisław Bieńkowski
Bronisław Bieńkowski (ur. 21 października 1848 w Warszawie, zm. 25 sierpnia 1903 w Kielcach) – polski filolog klasyczny, pedagog.

## Życiorys
Urodził się w Warszawie w środowisku drobnomieszczańskim. W 1867 ukończył IV gimnazjum w Warszawie. Filologię klasyczną studiował na wydziale historyczno-filologicznym Szkoły Głównej (1867-1869) i na Cesarskim Uniwersytecie Warszawskim (1869-1872). 12 lutego 1875 otrzymał dyplom kandydata nauk historyczno-filologicznych na podstawie dysertacji O Promoteje. Był nauczycielem języka greckiego i łacińskiego w gimnazjach: od 1873 w Piotrkowie, od 1880 w 11 gimnazjum w Warszawie, od 1890 do śmierci w Kielcach. Publikował w "Opiekunie domowym", "Tygodniku Piotrkowskim". Był współpracownikiem Muzeum Lwowskiego.
Pochowany na cmentarzu Starym w Kielcach, kwatera 7-A.

## Wybrane publikacje
- Wychowanie ze stanowiska antropologii
- Młodość Ateńczyków
- Rodzina i wychowanie – pogadanki pedagogiczne
- Gramatyka grecka i łacińska oraz metoda ich wykładu, Warszawa: E. Wende i Sp. 1895.